# Пустой знак
Пустой знак, плавающее означающее, скользящее означающее (англ. floating signifier), пустое означающее (empty signifier) — в философии постмодерна понятие, которое называет несуществующие предметы; означающее без конкретного означаемого; означающее, которое скорее поглощает, чем порождает смысл. 
Термин «плавающее (или «скользящее») означающее» был введён Жаком Лаканом и получил большое распространение в североамериканской версии деконструктивизма. Знаки такого рода не отсылают к явлениям и предметам внетекстуального мира, то есть отражают один из принципов постмодернизма: претензию на самодостаточность поля символов и знаков, наличие в них смыслов, не требующих подтверждения в объективной реальности. В рамках постмодернизма считается, что множество современных понятий и символов обладают настолько обширной смысловой нагрузкой, что уже представляется невозможным постичь их смысл с опорой на те объекты, которые они означают. Появление понятия такого рода связано с характерными чертами постмодернистского текста, к которым, в первую очередь, относятся частое отсутствие смысла, потенциальная возможность множества трактовок, участие читателя как субъекта, конструирующего смысл текста наряду с автором.
В качестве синонима иногда используется термин открытое означающее (open signifier), поскольку пустое означающее по своей природе «сопротивляется созданию любого единого значения», что позволяет ему оставаться открытым для разных значений в разных контекстах.

## Развитие понятия
В своей борьбе с традиционным, возводимым к авторитету Соссюра пониманием природы знака французский философ и психоаналитик Жак Лакан «раскрепощает» означающее, которое перестаёт зависеть от означаемого. Впервые он высказал эту идею в работе 1957 года «Инстанция буквы в бессознательном, или судьба разума после Фрейда», где в том числе  предлагается тезис «непрекращающегося ускользания означающего под означающее», что для любого текста предполагает только взаимодействие в виде игры одних означающих в отрыве от означаемого. Позднее Юлия Кристева, французская психоаналитик и семиотик обосновала телькелевский вариант этой идеи. Этот же постулат стал основой теории следа, сформулированной Жаком Дерридой. С идеей возможности разрыва самой структуры знака взаимосвязана также проблематика интерпретации смысла. В рамах такого подхода процедура интерпретации существенно усложняется; согласно Лакану, «было бы ошибкой утверждать, как это высказывалось раньше, что интерпретация открыта всем смыслам под предлогом, что это вопрос только связи означающего с означаемым, и следовательно неконтролируемой связи. Интерпретация не открыта любому смыслу; эффект интерпретации заключается в том, чтобы изолировать в субъекте ядро. Кет, используя собственный термин Фрейда, или бессмысленность, что, однако, не означает, что интерпретация сама по себе является бессмыслицей». По мнению Синтии Чейз, «Формальный анализ Лаканом сна-текста привел к интерпретации Бессознательного скорее как означающего процесса, чем смысла, и к концепции знания как знания бессознательного, достигаемого посредством работы психоанализа, как эффекта Бессознательного». Знание как таковое понимается в качестве ощущения работы бессознательного, его эффекта, и, являясь скорее означающим процессом, чем смыслом, не несёт какого-либо смысла, кроме того, что является бессознательным.
Другой французский философ, Жан-Франсуа Лиотар, рассмотрел проблему пустых знаков в современном искусстве. Он говорил о том, что в эпоху постмодерна искусство перестало зависеть от внешнего мира, ему больше не необходимо изображать нечто конкретное, отсылающее человека к объективной реальности. Подобно конструированию новой реальности в речи, человек искусства у Лиотара занимается построением своей субъективной реальности в процессе творчества. Ядро современного искусства — отсутствие гармонии, фрагментарность, децентрированность. Философ находил отражение этого в новых направлениях живописи, например, неоавангардизме. Художники в данном случае увлечены не изображением на холсте конкретного предмета, а скорее своей субъективности, в попытке передать лицезреющим какую-то часть своей энергии. В целом же, теперь искусство нацелено не на составление конкретного образа у воспринимающего, не на получение им конечных эмоций от восприятия картины, а именно на процесс интерпретации того, что хотел передать художник, построение смысла в режиме реального времени. Те же самые тенденции философ находил и в театральном искусстве. Он наблюдал утрату структурированности, гармоничности в театральных представлениях, сравнивал актёров непосредственно с пустыми знаками, так как их действия также носят характер фрагментарности, децентрированности, бессознательности. Лиотар говорил о том, что в современном театре и кино, а также в будущем, люди полностью погрузятся в процесс созерцания пустых форм, утратят понятие о границе между внутренним и внешним миром.
Соприкосновение с теорией пустого знака можно обнаружить и в рассуждениях французского философа Жиля Делёза. Он полагал, что смыслы тех или иных явлений зачастую неопределённы, подвижны. Это связано с тем, что многие явления наделяются смыслом в процессе их совершения, не подчинённого никаким предначертанным образцам действия. Сами же смыслы, по Делёзу, не являются абсолютными идеями, изначально заложенными в вещи, но проявляются в виде «эффектов», как результаты «чистых совершений».
Французский философ Мишель Фуко говорил о невозможности исчерпывающей трактовки тех или иных знаков. Он считал, что речь человека — гораздо больше, чем те знаки, из которых она состоит: сюда включаются намерения говорящего, невербальные сообщения. Всё это порождает нетождественность означаемого и означающего, а смысл высказывания реконструируется слушающим, учитывающим нетекстовые символы, исходящие от говорящего. Таким образом, Фуко пришёл к положению о том, что те знаки, которыми пользуются люди, вовсе не отражают того, что они признаны означать. Они накопили историю интерпретаций, за ними уже не стоят реальные объекты. В конце концов Фуко заключил, что знак является лишь ёмкостью, которая наполняется тем или иным значением в зависимости от различных обстоятельств, сам по себе он не является означающим, привязанным к конкретному означаемому. В своих книгах «Слова и вещи: Археология гуманитарных наук» и «Археология знаний» философ пришёл к выводу, что и сама наука, изучающая язык и его символы и знаки — лингвистика — переориентировалась с изучения первичных значений тех или иных языковых единиц на процессы изменений, трансформаций значений слов. Язык стал для неё «загадочной» структурой, потенциально пустой и готовой для заполнения новыми смыслами, в которой благодаря этому не хранится ничего, кроме самой истории таких преобразований.
Сами же высказывания, по Фуко, тоже являются в некотором роде пустыми. Он убеждён, что за многими высказываниями не кроется никакой глубинный смысл (который мог бы там быть), по причине ограниченности конечных формулировок, ставящих за пределы определений широчайшее поле современных языковых возможностей. Всё, что высказывается, ограничено, так как ограничены сами исторически сформировавшиеся означающие. Любое высказывание, по его мнению, ограничено ровно тем, что лежит на его поверхности, в этом и заключается его своего рода внутренняя пустота, отсутствие глубины.

## Использование
В своей книге «Город золота» 2003 года доктор юриспруденции Дэвид А. Уэстбрук называет деньги «постоянно плавающим означающим» чистого потенциала, отмечая, что «их обещание представлять что-либо конкретное никогда не выполняется».
Сильвия Мораес рассматривает как плавающее означающее глобальное гражданство из-за его различных интерпретаций и способов действия. Британский социолог культуры Стюарт Холл рассматривал в качестве плавающего означающего расу.